# Контрольный выстрел (спектакль)
«Контрольный выстрел» — спектакль МХАТ им. Горького, поставленный Станиславом Говорухиным в 2001 году.

## Сюжет
Всемогущий нефтяной король Владимир Ильич Корзуб решил жениться, но ко всеобщему удивлению выбрал в невесты не топ-модель, а скромную внучку нищего академика Кораблева. Но кого выберет Дарья: процветающего нувориша или школьного друга подводника Лешку? Ответ на это олигарха-рыночника не интересует, а семейная компания (академик, его жена, сын, дочь, зять, племянник) заслуживают право на существования только потому, что вырастили Дашеньку. «Человек должен знать своё место»,— четко излагает рыночное кредо телохранитель олигарха. И не внемлет тому, что старая женщина, жена академика, пытается вразумить его словами: «Человек должен оставаться человеком!»
Дарья летит, как бабочка на огонь, навстречу всемогущему олигарху. И он торжествует. Может быть это и есть герой нашего времени.

## В ролях
| Актёр              | Роль              |
| ------------------ | ----------------- |
| Нина Гогаева       | Инна              |
| Андрей Погодин     | Иосиф Иванович    |
| Генриэтта Ромодина | Светлана Петровна |
| Александр Самойлов | Виктор Кораблёв   |
| Николай Пеньков    | академик Кораблев |
| Арина Алексеева    | Дарья Кораблева   |
| Луиза Кошукова     | Вера Михайловна   |
| Владимир Халтурин  | Марк Львович      |